# Ein HaNatziv
Ein HaNatziv (Hebreeuws: עין הנצי"ב) is een kibboets van de regionale raad van Beit She'an vallei. Ein HaNatziv ligt 130 meter onder zeeniveau en heeft ongeveer 700 inwoners.